# Nucleosíntesi
La nucleosíntesi és el procés de creació de nous nuclis atòmics a partir dels nucleons preexistents (neutrons i protons) per generar tota la resta d'elements de la taula periòdica. Els nucleons primigenis es van formar a partir del plasma de quarks i gluons del big-bang quan es va refredar per sota dels deu milions de graus; aquest procés es pot anomenar «nucleogènesi», la generació de nucleons en l'univers. La consegüent nucleosíntesi dels elements (incloent-hi, per exemple, tota la del carboni i tota la de l'oxigen) passa principalment a l'interior de les estrelles per fusió o fissió nuclear (nucleosíntesi estel·lar).